# Тополи (Краснодарский край)
Тополи (также Топольской)— хутор в Тимашёвском районе Краснодарского края.
Входит в состав Дербентского сельского поселения.

## Население
| 2002 | 2010 |
| ---- | ---- |
| 129  | ↗150 |

## Уличная сеть
| - ул. Горького, - ул. Дербентская, - ул. Дружбы, - ул. Красная, - ул. Мира, - ул. Набережная, - ул. Октябрьская, | - ул. Первомайская, - ул. Пролетарская, - ул. Садовая, - ул. Советская, - ул. Тополиная, - ул. Школьная, - ул. Юбилейная. |